# Isla Larga, Mexiko
Isla Larga är en ö i Mexiko. Den ligger i delstaten Tamaulipas, i den nordöstra delen av landet. Arean är 2,4 kvadratkilometer.